# Пронія
Пронія (грец. πρόνοια — піклування) — феодальний інститут у Візантії XI-XV ст. — довічне (іноді спадкове) імператорське пожалування світській особі чи монастирю на винагороду за службу, з правом управління певною територією та збиранням із неї податків. 

## Історія
Пронія — земельне володіння, військовий лен у Візантії, прототип тімару у Османській імперії; пожалування прав вилучення за громадянську, державну або військову службу.
Найбільшого розвитку набула у другій половині XII ст., коли земельні володіння давалися за умов несення служби, переважно військової. Згодом пронія перетворилася на спадкове володіння. Типологічно близька до західноєвропейського бенефіцію.

### Поява
До XI століття візантійські аристократи, які вже не мали суттєвої влади, чіплялися за почесні титули та звання, які отримували за підтримку правлячого імператора. Під час правління Костянтина IX, аристократія почала відкрито утверджувати свій суверенітет у різних частинах імперії, збираючи для своїх цілей податки з місцевого населення, і часто готуючи кошти повстання проти центральної влади. [1]
Наприкінці XI століття Олексій I Комнін спробував перетворити аристократію, вирішивши розподілити знати територією Візантії, що було зроблено шляхом земельної нагороди за умов її військової служби. Тим самим він вилучив із Константинополя своїх можливих супротивників, які мріяли кинути виклик імператору.